# Sidadi Jae
Sidadi Jae is een bestuurslaag in het regentschap Tapanuli Selatan van de provincie Noord-Sumatra, Indonesië. Sidadi Jae telt 533 inwoners (volkstelling 2010).